# Église Saint-Maurice de Bouconville-sur-Madt
L'église Saint-Maurice est une église catholique située à Bouconville-sur-Madt, en France.

## Localisation
L'église est située dans le département français de la Meuse, sur la commune de Bouconville-sur-Madt.

## Historique
L'édifice, construit au XVe siècle, est classé au titre des monuments historiques en 1921.